# Albert Gonzalez
Pour les articles homonymes, voir Gonzalez.
Albert Gonzalez (né en 1982) est un hacker américain accusé en août 2009 d'avoir organisé une fraude touchant 135 millions de numéros de cartes de crédit et de cartes de débit. Il aurait volé et revendu illégalement ces numéros de 2005 à 2007. Le 11 septembre 2009, il a plaidé coupable pour une autre fraude : il avait en effet volé 40 millions de numéros de cartes bancaires.

## Biographie
Gonzalez, un Cubain-Américain, a suivi des cours au South Miami High School à Miami, Floride, où il était décrit comme le meneur « troublé » d'une bande de hackers.
Pour réaliser leurs fraudes, Gonzalez et ses complices auraient exploité des "injections SQL" pour créer des "portes dérobées" afin de lancer des "packet sniffers" qui leur ont permis de dérober des données à l'intérieur de systèmes informatiques détenus par des sociétés.
Le 25 mars 2010, Gonzalez a été condamné à 20 ans de prison.